# 李木
李木（1420年—？），字時升，山東兗州府曹州曹縣人，官籍，明朝政治人物。進士出身。

## 生平
山東鄉試第三十二名。景泰五年（1454年）甲戌科會試第二百三十一名，殿試登進士第二甲第一百二十四名。

## 家族
曾祖李克寬，曾任元萬戶。祖父李文貴，曾任工部主事。父亲李興。母葛氏；母董氏。慈侍下。娶陳氏。